# Уно, Кодзо
Кодзо Уно (яп. 宇野 弘蔵 Уно Кодзо:, 12 ноября 1897, Курасики, Окаяма — 22 февраля 1977, Фудзисава, Канагава) — японский экономист, считающийся одним из важнейших теоретиков в области марксистской теории стоимости. Главный труд — «Принципы политической экономии» (1964). Основоположник школы экономической мысли, к которой принадлежали Томас Т. Сэкинэ и Макото Ито.

## Биография
Родился в городе Курасики префектуры Окаяма. После окончания школы Такахаси и Шестой школы (ныне Университет Окаяма) он выпустился из экономического факультета Императорского университета Токио в 1921 году.
После учебы в Германии был доцентом экономики на факультете права и литературы Императорского университета Тохоку с 1924 году. Во время репрессий против левых был арестован в 1938 году, но в итоге был оправдан. В 1941 году он ушёл из Университета Тохоку и присоединился к Японской организации внешней торговли, а в 1944 году начал работать в Институте экономических исследований Мицубиси. 
С 1946 года преподавал в Токийском университете, где стал профессором Института социальных наук в 1947 году, его директором в 1949 году. Выйля на пенсию из Токийского университета в 1958 году, до 1968 года работал профессором факультета социальных наук Университета Хосэй.
В декабре 1954 года ему была присуждена докторская степень по экономике Токийского университета за его «теорию кризиса».
В 1977 году умер от пневмонии в своём доме в Кугенуме, город Фудзисава, префектура Канагава.
Его жена Мария — дочь Такано Ивасабуро, статистика, профессора Токийского университета, председателя Японской радиовещательной корпорации и директора Института социальных дел Охары, и немки Барбары Каролины.

## Мысль
Для многих молодых интеллектуалов Кодзо Уно и его школа составляли убедительную теоретическую альтернативу марксизму-ленинизму, которому он последовательно оппонировал. Важный критерий различия заключался в том, что Уно критически относился к учению диалектического материализма, а его ревизия японской и международной ортодоксии марксизма касалась также постулата о «единстве теории и практики». Более того, Уно, хотя теоретически принадлежал к традиции Маркса, сам не рассматривал себя как марксиста, считая, что термин «марксист» предусматривает интенсивное участие в политической практике, а потому, несмотря на симпатию к Марксу и социализму, он отвергал такое самоопределение.
Считая исторический материализм лишь «идеологической гипотезой», Уно утверждал, что «то, неизбежна победа социализма, зависит от практики социалистических движений, а не напрямую от экономических законов движения капиталистического общества». Несмотря на «крамольность» ряда тезисов Уно, его школа находила поддержку среди представителей левого крыла Социалистической партии Японии и «новых левых» — не в последнюю очередь благодаря его открытой критике сталинизма (мнению Сталина, что закон стоимости продолжает действовать и при социализме, он противопоставлял утверждение о том, что социалистическая экономика «должна ставить целью отмены экономических законов наподобие закона стоимости, господствующих в капиталистическом обществе»).
Уно основывал свою работы на строго гегельянском прочтении «Капитала» Маркса. Это привело его к выводу, что марксистский анализ должен проводиться на трёх разных уровнях:
1. Исходная теория: «Чистая» теория капитала, свободная от сложностей истории, — в высшей степени абстрактные упражнения диалектической логики в отношении базовой, стержневой динамики капиталистической экономики.
2. Теория этапов: «Средний» уровень, на котором прослеживается общее развитие капитализма через отдельные исторические этапы — меркантилизм, классический либерализм и так далее.
3. Анализ текущей ситуации: разбор «беспорядочных» деталей капиталистической экономики в реальном мире с упором на конкретные обстоятельства каждого момента, а не на общую картину[3].

Уно и его последователи подвергались критике со стороны более широкой марксистской традиции за то, что они настаивали на этом разделении. Саймон Кларк рассматривает эту схему как «схоластический формализм», а второй уровень — как произвольное дополнение, обеспечивающее связь между двумя другими, а не как аналитически необходимый элемент.